# 私小説 -発達障がいのボクが純愛小説家になれた理由-
『私小説 -発達障がいのボクが純愛小説家になれた理由-』（ししょうせつはったつしょうがいのぼくがじゅんあいしょうせつかになれたりゆう）は、2023年4月7日と8日に前後編としてテレビ朝日で放送されたスペシャルドラマ。

## 原作情報
- 市川拓司『私小説』（朝日新聞出版刊）
  - 単行本：2018年3月7日発売　ISBN :　978-4022515407

## テレビドラマ
『私小説 -発達障がいのボクが純愛小説家になれた理由-』（ししょうせつはったつしょうがいのぼくがじゅんあいしょうせつかになれたりゆう）は、作家・市川拓司による自伝的小説『私小説』（朝日新聞出版）を原作として制作され、2023年4月7日金曜23時15分 -（前編）、 4月8日土曜23時 -（後編）に放送された。出演は、瀬戸康史、上野樹里。

### 概要
発達障害を抱える小説家・伊佐山ジン（瀬戸康史）と、妻・優美（上野樹里）。『いま、会いにゆきます』で知られる作家・市川拓司の実話を元に、夫婦の純愛を映し出していく。

### キャスト
ジン（漢字表記：仁）
演 -瀬戸康史（高校生時代：池田優斗）
優美
演 - 上野樹里（高校生時代：杏花）

### スタッフ
- 原作 - 市川拓司「私小説」（朝日新聞出版）
- 脚本 - 岡田惠和
- 監督 - 野尻克己
- 音楽 - 福廣秀一朗
- 主題歌 - flumpool『Magic』（A-Sketch）
- 企画・プロデュース - 渡辺ミキ
- ゼネラルプロデューサー - 服部宣之
- プロデューサー - 井上衛
- 制作協力 - ワタナベエンターテインメント
- 制作著作 - テレビ朝日